# Gare d'Avignon TGV
Pour les articles homonymes, voir Gare d'Avignon.
La gare d'Avignon TGV est une gare ferroviaire française TGV, de la LGV Méditerranée, située sur le territoire de la commune d'Avignon, dans le département de Vaucluse, en région Provence-Alpes-Côte d'Azur.
Elle est mise en service en 2001 par la Société nationale des chemins de fer français (SNCF), lors de l'ouverture commerciale de la LGV Méditerranée (dernier maillon de la ligne à grande vitesse reliant Paris à Marseille).

## Situation ferroviaire
Établie à 21 mètres d'altitude, la gare d'Avignon TGV est située au point kilométrique (PK) 625,162 de la ligne de Combs-la-Ville à Saint-Louis (LGV), entre les gares de Valence TGV et d'Aix-en-Provence TGV.
Depuis le 15 décembre 2013, elle est reliée à la gare d'Avignon-Centre par le raccordement Courtine, plus connu sous le nom de Virgule d'Avignon.

## Historique
Au moment des études, il avait été envisagé de construire une gare commune à mi-chemin de Nîmes et Avignon, solution qui a été abandonnée car les temps de rabattement n'étaient pas attractifs et que les populations des deux villes étaient suffisantes pour créer une desserte séparée.
La gare était initialement prévue à Pujaut. Lors des tractations du tracé de la LGV Méditerranée, les élus du Vaucluse ont négocié le passage de la ligne contre un déplacement de la gare sur le ban communal d'Avignon, d'abord sur le site de Saint-Gabriel puis sur la presqu'île de Courtine.
La ville d'Avignon et le Vaucluse n'ont pas souhaité participer au financement de la gare, qui a été porté par la SNCF et la région PACA.
En 1994, la ville d'Avignon, le département, la chambre de commerce et d'industrie, la Caisse des Dépôts et Consignations… fondent la Société d'Aménagement de la Gare du Grand Avignon (SAGGA) pour "procéder aux études, à la réalisation des aménagements et constructions liés à la traversée d'Avignon par le tracé TGV Sud-Est et l'implantation d'une gare internationale en Courtine, pour favoriser une urbanisation cohérente des secteurs concernés et permettre le développement économique du Grand Avignon". La gestion effective sera assurée par une autre société d'économie mixte (Citadis) et la SAGGA sera dissoute en 1999.

## Architecture
La gare a été conçue par le cabinet d'architecture de la SNCF, sous la direction de Jean-Marie Duthilleul et Jean-François Blassel.
Les travaux de cette gare commencèrent le 15 juin 1999, et furent achevés le 22 juin 2001. Son coût total fut de 350 millions de FF.
De style contemporain, le bâtiment de la gare d´Avignon TGV adopte une forme d´une coque de bateau retournée et légèrement allongée. L'ensemble a une hauteur 14,50 mètres pour une longueur de 350 mètres.
Pour la décoration, des matériaux d'aspects bruts de type bois (sur les zones de circulations) se mélangent aux vitres, au béton gris (au sol) et à l'acier (structures diverses, escalators, etc.).
Dans cette zone, la ligne LGV Méditerranée circule sur remblais pour maintenir les niveaux en sortie du Viaduc qui traverse le Rhône depuis le Gard, mais aussi pour se protéger des inondations potentielles de la zone de Courtine par la Durance. Les quais et les voies sont donc surélevés par rapport au hall de la gare.

### Infrastructure et intérieur de la gare
L´espace servant à la circulation des passagers et à l'attente est équipé de bancs, exposition de photos à sujets variables (hauts-lieux des environs, concours photos, etc.). La gare est accessible par le nord et le sud. Le hall d'accès nord, situé côté arrêt de bus donne accès au quai en direction de Aix et Marseille. Le hall d'accès sud est le siège des commerces et est situé du côté des quais en direction de Lyon et Paris.

### Les extérieurs
La gare est située sur un terrain de 20 hectares. Elle possède plusieurs parkings et un service de dépôt minute. Près de celui-ci, se trouve une grande horloge. L'accès des taxis et des bus se situe au nord ouest de la gare.
Par ailleurs, un parc avec des bassins se trouve au nord de la gare.

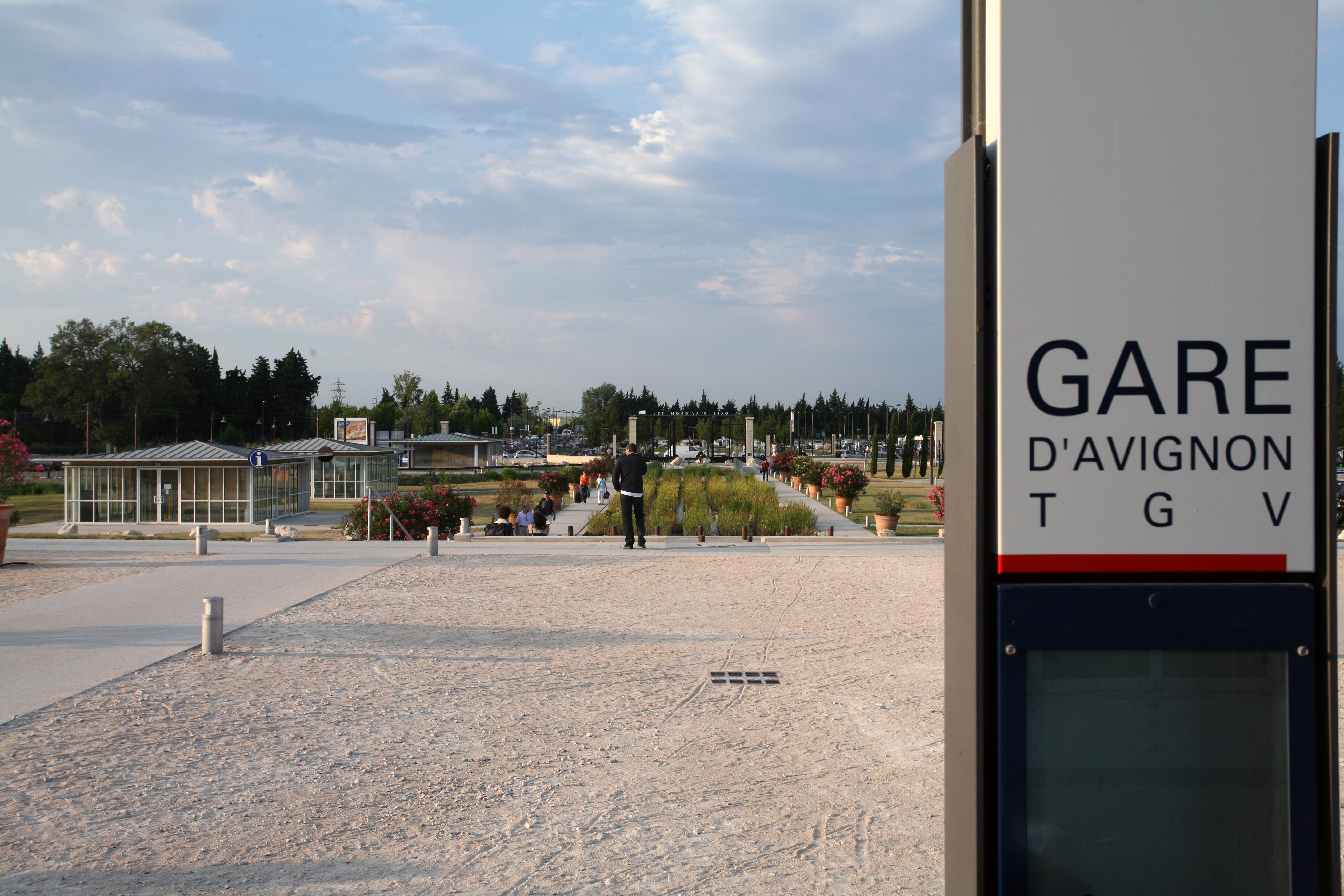
Vue au nord depuis la gare.
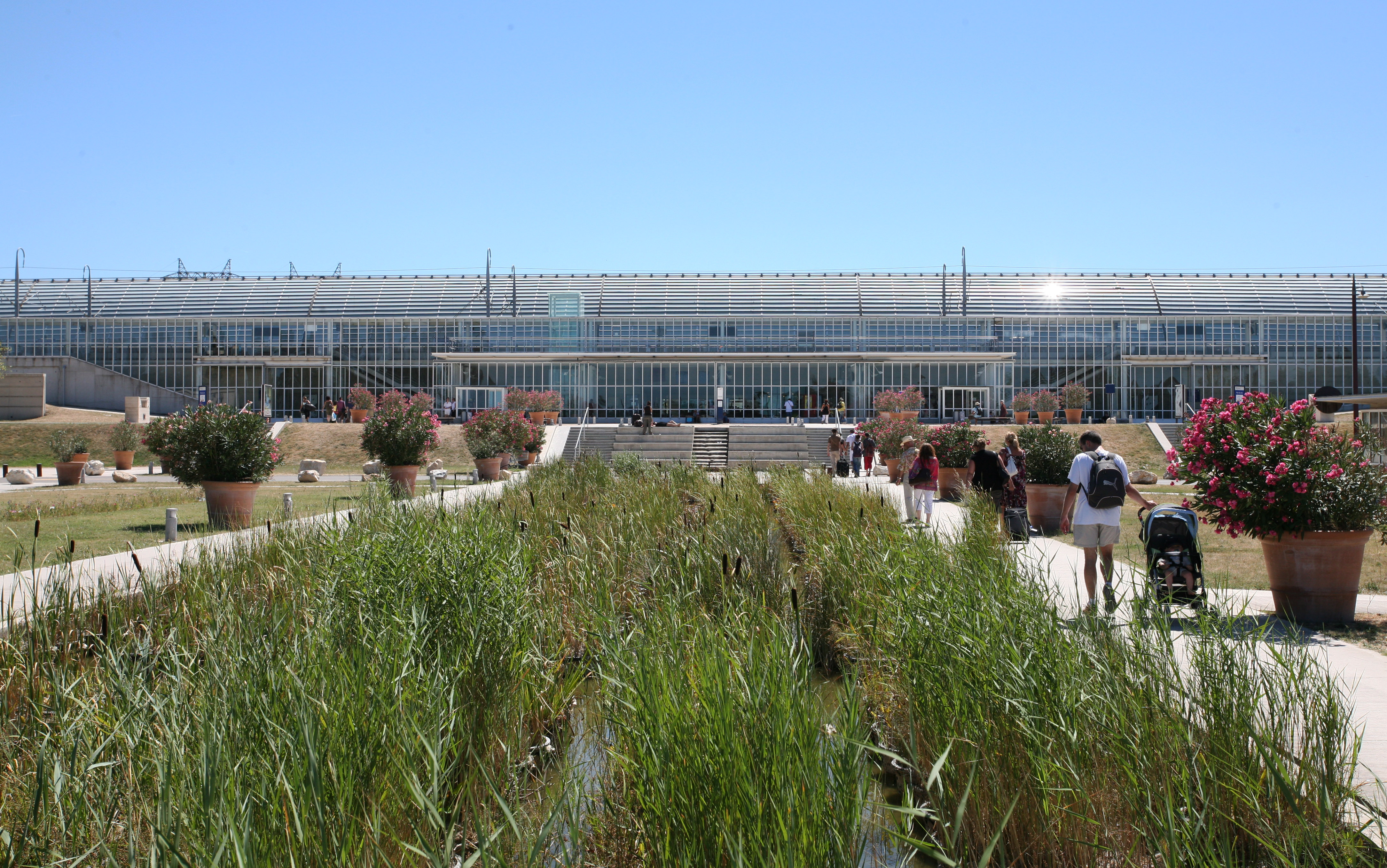
Les jardins au nord, et l'entrée de la gare.
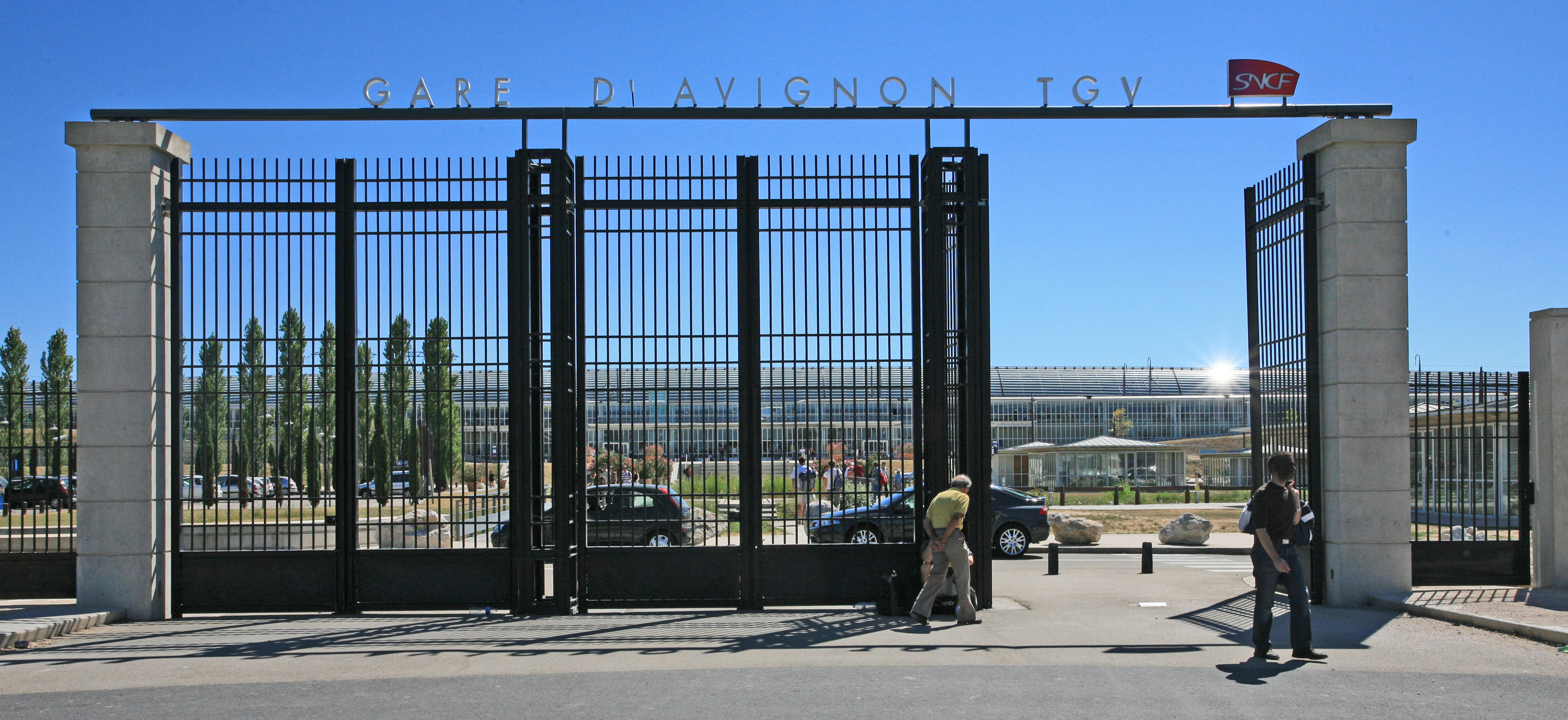
Le portail d'entrée.
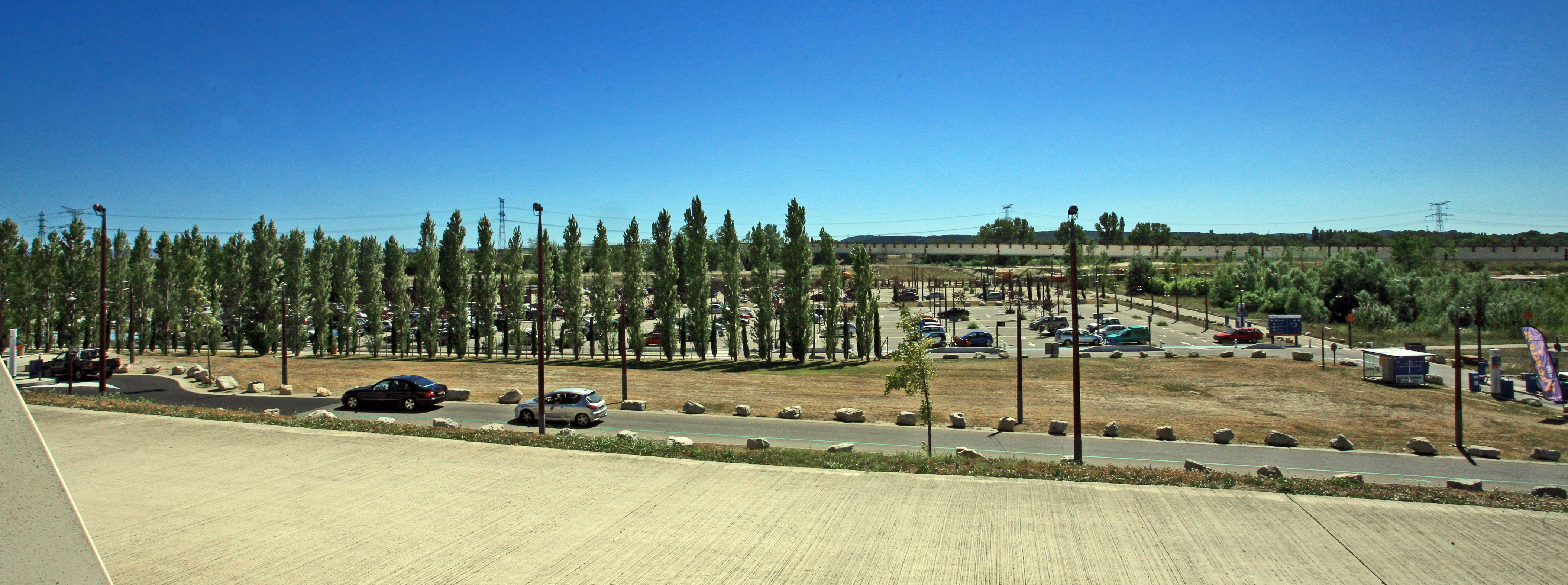
Les parkings au sud.

## Fréquentation
Desservie en moyenne par 67 TGV quotidiens, la gare a accueilli trois millions de voyageurs en 2008. La plupart (80 %) empruntent des trains en direction du nord, principalement vers Paris.
Depuis le 2 avril 2013, elle est desservie par les trains de l'offre de TGV à bas coûts Ouigo effectuant la liaison entre Marne-la-Vallée-Chessy et Marseille.
Depuis le 15 décembre 2013, la gare est également desservie par une relation AVE de Madrid-Atocha à Marseille-Saint-Charles. Toutefois, cette liaison est supprimée en décembre 2022 en raison de la dissolution de l'alliance Renfe-SNCF en Coopération ; la Renfe la relance seule en juillet 2023, dans le cadre de l'ouverture à la concurrence.
Enfin, Avignon TGV était desservie par la liaison régulière Eurostar Londres – Lyon – Marseille depuis le 1er mai 2015, mais elle a été interrompue en 2020.
De 2015 à 2023, selon les estimations de la SNCF, la fréquentation annuelle de la gare s'élève aux nombres indiqués dans le tableau ci-dessous.
| Année                      | 2015      | 2016      | 2017      | 2018      | 2019      | 2020      | 2021      | 2022      | 2023      |
| -------------------------- | --------- | --------- | --------- | --------- | --------- | --------- | --------- | --------- | --------- |
| Voyageurs                  | 3 865 578 | 3 836 804 | 3 899 905 | 3 685 875 | 4 094 962 | 2 154 016 | 3 124 201 | 4 160 030 | 4 179 142 |
| Voyageurs et non voyageurs | 4 392 702 | 4 360 005 | 4 431 710 | 4 188 494 | 4 653 366 | 2 447 746 | 3 550 229 | 4 727 307 | 4 749 025 |

## Liaison avec le tissu urbain
La gare TGV d'Avignon répond à la caractéristique des gares nouvelles, c'est-à-dire d'une gare moderne, posée sur une ligne à grande vitesse haut de gamme, à distance (ici relative) du centre urbain dont elle prend le nom. Ces gares sont généralement accompagnées lors de leur ouverture d'une zone d'aménagement concerté qui doit rendre possible à terme l'émergence d'un véritable quartier complémentaire de la ville autour de la gare nouvelle. À Avignon, la gare a été bâtie dans une zone initialement inondable (notamment par la Durance), et agricole, mais cette zone demeure très proche du centre urbain (moins de 6 km). Contrairement à la gare TGV de Valence ou celle d'Amiens, située à une distante importante de la ville, la zone de Courtine où se trouve la gare TGV est suffisamment proche du centre pour devenir à terme un quartier commercial et d'habitation faisant partie intégrante d'Avignon.
Ce choix avait été critiqué à la construction car la gare nouvelle risquait de nuire au quartier de la gare d'Avignon-Centre qui avait été réhabilité dans les années 1980 à l'occasion de l'arrivée du TGV par la ligne classique.

### Intermodalité
Une interconnexion ferroviaire permettant aux voyageurs de passer de la gare TGV à la gare d'Avignon-Centre (en face des remparts), liaison dite la virgule d'Avignon, a été mise en service le 15 décembre 2013 ; ce service n'était précédemment assuré que par des autocars. Si la gare d'Avignon TGV reçoit la quasi-totalité des TGV (60 TGV par jour), ainsi que les autocars et navettes routières, la gare centrale reçoit tout de même quelques trains de grandes lignes (4 TGV par jour + 8 trains Intercités par jour) et reste une importante gare régionale : TER (68 TER par jour), autocars, autobus urbains et navette routière. Pour la direction régionale de l'Équipement, cette « jonction de qualité, en moins de cinq minutes, sur un site propre de préférence ferré, apporte une solution très satisfaisante pour un fonctionnement cohérent entre ces pôles d’échange bicéphales ».
À l'occasion de la réouverture de la ligne de Sorgues - Châteauneuf-du-Pape à Carpentras, qui permettrait une relation entre Avignon et Carpentras, le Contrat de plan État-région (CPER) a proposé le prolongement de cette ligne jusqu'à la gare d'Avignon TGV. Cette liaison inter-gares utilise en partie la ligne classique PLM et n'a nécessité la création que d'un kilomètre de voie supplémentaire et la création d'un terminus TER à deux voies en gare d'Avignon TGV, parallèlement aux voies de la ligne à grande vitesse. La liaison est assurée en cinq minutes, à raison de 35 allers-retours quotidiens dont certains prolongés vers Orange, Carpentras voire Miramas et Marseille (via Salon). La clientèle est estimée à 2 000 voyageurs par jour.
La mairie d'Avignon a été longtemps opposée à ce projet mais elle a finalement donné son aval fin 2009. Le coût de cette « virgule » ferroviaire a été estimé à 30 millions d'euros. Inscrite au CPER 2007-2013, les travaux ont débuté en juin 2011 et se sont terminés en décembre 2013.
Depuis le 15 décembre 2013, la gare est desservie par des trains TER Provence-Alpes-Côte d'Azur vers ou depuis les gares d'Avignon-Centre, de Miramas et de Marseille-Saint-Charles. Depuis le 25 avril 2015, il existe également une liaison depuis ou vers la gare de Carpentras.

## Caractéristiques ferroviaires

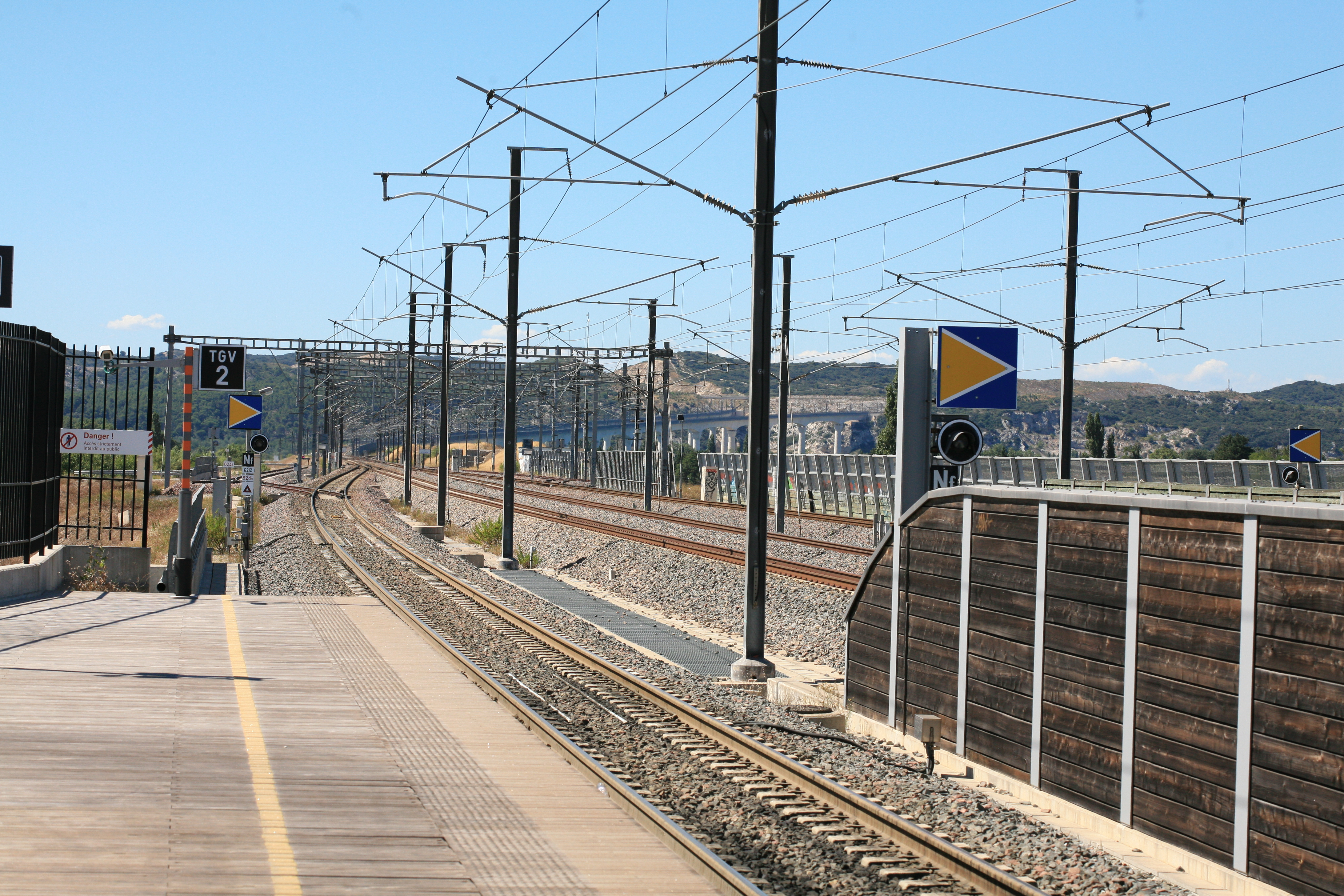
Les voies, vues vers l'ouest.

Les trains circulent sur quatre voies : deux voies centrales de passage en vitesse et deux voies extérieures. Les deux quais latéraux, numérotés 3 et 4, ont une longueur de 400 m, permettant de recevoir les TGV couplés entre eux.
La gare est desservie par un impressionnant ouvrage d'art de franchissement du Rhône depuis le Gard, qui prend la forme d'un double viaduc. Cet ouvrage est le plus complexe de toute la LGV Méditerranée. Des travées de 100 mètres permettent à ces deux viaducs de franchir les 1 500 mètres séparant les extrémités de l’ouvrage. Pour s'intégrer au mieux dans le paysage, et répondre aux très nombreuses contraintes architecturales et patrimoniales d'Avignon (notamment le classement du Palais des Papes), Ces ouvrages ont notamment été réalisés en utilisant un béton de couleur très claire, pour s'accorder avec la blancheur du Palais des Papes d’Avignon sous le soleil. Ce pont est visible depuis les quais de la gare en regardant vers l'ouest.

## Au cinéma
- Avis de mistral (2013) : scène d'ouverture
- Les Vacances de Mr Bean (2007)